# WISE 1541-2250
WISE 1541-2250，全称为WISEPA J154151.66-225025.2，是廣域紅外線巡天探測衛星於2011年在天秤座發現的一顆棕矮星。它距离太陽約9光年，是已知的距地球最近的棕矮星，也是距地球第七近的恒星系统，略遠於最近的南門二兩倍的距離。对WISE 1541-2250的光谱光度测量显示它距离地球8.2秒差距（26.7光年），而以地球围绕太阳公转1.2年为基线的三角视差法测量出其视差为0.351 ± 0.108角秒，因此可计算出它的距离为2.8 +1.3/-0.6秒差距（9.3 +4.1/-2.2光年），这个距离大约落在用光谱光度测量出的距离的三个标准差水平。
WISE 1541-2250和WISE 0410+1502，WISE 1405+5534，WISE 1738+2732，WISE 1828+2650以及WISE 2056+1459一起被公布，这六颗恒星是人类发现的第一批的Y型棕矮星，Y型是最低温的恒星光谱类型，WISE 1541-2250的表面温度只有350K。